# Toolse neem
Toolse neem är en udde på Estlands nordkust mot Finska viken. Den ligger i kommunen Vihula vald i Lääne-Virumaa, 100 km öster om huvudstaden Tallinn. Udden ligger vid byn Toolse och öster om den ligger bukten Kunda laht där vattendraget Toolse jõgi har sin mynning.
Terrängen inåt land är platt. Havet är nära Toolse neem åt nordost. Runt Toolse neem är det glesbefolkat, med 13 invånare per kvadratkilometer. Närmaste större samhälle är Kunda, 4,8 km sydost om Toolse neem. Omgivningarna runt Toolse neem är en mosaik av jordbruksmark och naturlig växtlighet.